# Mauerberg
Mauerberg ist ein Gemeindeteil der Gemeinde Garching an der Alz im oberbayerischen Landkreis Altötting.

## Lage
Das Pfarrdorf Mauerberg liegt etwa drei Kilometer nördlich von Garching an der Alz am Mörnbach an der Bahnstrecke Mühldorf–Freilassing.

## Geschichte
Der Ort bestand 1752 aus zwei, 1845 aus drei Häusern und wurde durch seine Filialkirche geprägt, die zur Pfarrei Burgkirchen am Wald gehörte. Bei der Bildung der bayerischen Gemeinden 1818 wurde Mauerberg ein Teil der Gemeinde Engelsberg im Landgericht Altötting. Den Antrag, der Gemeinde Oberneukirchen zugeteilt zu werden, lehnte die Regierung 1835 ab. 1858 wurde die Gemeinde Engelsberg dann in Gemeinde Garching umbenannt, 1951 in Garching an der Alz. 
1860 oder nach anderen Angaben 1866 wurde Mauerberg als Expositur abgetrennt, 1908 die Pfarrei Mauerberg errichtet. An der Bahnstrecke Mühldorf–Freilassing besaß Mauerberg früher eine eigene Haltestelle. 

## Sehenswürdigkeiten
- Pfarrkirche St. Stephanus. Sie wurde aus Nagelfluhquadern im spätgotischen Stil 1484 erbaut und 1501 geweiht.

## Vereine
- Katholischer Frauenbund Mauerberg
- Krieger- und Soldatenkameradschaft Mauerberg